# Matilda de Essen
Matilda de Essen, também conhecida como Mathilde II (c. 949 – 5 de novembro de 1011), foi a segunda filha do conde Ricuin de Werl e de uma condessa da casa de Rhenen. Ocupou o cargo de abadessa do influente Mosteiro de Essen de 973 até sua morte. Pertencente à elite aristocrática do Sacro Império Romano-Germânico, foi uma figura-chave na consolidação do poder feminino e religioso durante a Alta Idade Média, além de patrona de obras de arte sacra e promovedora da cultura eclesiástica.

## Origem e formação
Matilda de Essen nasceu por volta de 949 no seio da alta aristocracia do Império Ottoniano. Filha do conde Ricuin de Werl e de uma condessa da poderosa casa de Rhenen — cujas ligações genealógicas indicam parentesco com a família real saxônica —, Matilda cresceu em um ambiente profundamente marcado pelas reformas monástico-religiosas e pela centralização imperial iniciada por Otão I do Sacro Império.
Segundo Gerhard von Essen, é provável que Matilda tenha sido enviada ainda jovem ao mosteiro imperial de Essen, então já um centro de cultura e de poder vinculado à dinastia otoniana, para receber formação religiosa e intelectual. Von Essen observa:

"A prática de enviar as filhas da alta nobreza a casas religiosas não era apenas uma questão de piedade ou voto familiar, mas uma tática política essencial para garantir influência sobre instituições-chave do Império".

Com efeito, a entrada precoce de Matilda no Mosteiro de Essen — instituição que havia sido profundamente reformada por sua antecessora Mathilde I e consolidada sob o reinado de Otão I — reflete a articulação entre espiritualidade, poder dinástico e estratégia territorial. A escolha da vida monástica para mulheres da elite, como destaca Gerd Althoff, “tinha como propósito a manutenção da autoridade familiar sobre espaços religiosos autônomos”.
Durante sua formação no convento, Matilda recebeu uma educação humanista e litúrgica comparável àquela que seus irmãos do sexo masculino recebiam nas cortes ou em escolas catedrais. Como aponta Caroline Walker Bynum:

"Nos centros monásticos femininos, sobretudo nas casas imperiais como Essen e Gandersheim, mulheres jovens não apenas aprendiam a leitura da Bíblia e do latim, mas também dominavam elementos de administração, diplomacia e genealogia sagrada".

Essen, nesse período, funcionava como um eixo dinástico e artístico. A historiadora Felice Lifshitz nota que abadessas imperiais tinham à sua disposição não apenas escolas de copistas, mas também ateliês de ourivesaria, permitindo-lhes patrocinar obras devocionais e diplomáticas de alto nível.
Há indícios de que Matilda tenha sido formada sob a orientação direta de sua antecessora Theophanu — também de origem nobre — e que tenha vivenciado os efeitos imediatos das reformas ottonianas, em especial a relação direta entre o trono imperial e os mosteiros femininos. O historiador Hartmut Hoffmann argumenta que essas abadessas, sobretudo as pertencentes à família real, atuavam como “pequenas soberanas”, dotadas de autoridade quase episcopal, sendo formadas para tal exercício de poder desde a infância.
O ethos formativo de Matilda envolvia, portanto, uma tensão entre clausura e autoridade: embora reclusa fisicamente dentro do mosteiro, sua educação e seu papel político transcendiam os muros conventuais. Essa condição paradoxal pode ser interpretada à luz do conceito de “espiritualidade performativa”, cunhado por Barbara Newman, segundo o qual mulheres religiosas medievais manipulavam os signos da santidade e da reclusão para exercer poder simbólico e efetivo.
Matilda, ao que tudo indica, recebeu também formação em genealogia sagrada e política — ou seja, aprendeu a inscrever sua linhagem nos grandes relatos de fundação do cristianismo germânico. Essa habilidade narrativa teria papel crucial em sua atuação como abadessa, sobretudo no patrocínio de objetos litúrgicos e documentos que a representavam como sucessora espiritual de figuras como Santa Matilde de Ringelheim e Santa Ida de Herzfeld.

## Expansão e reforma do mosteiro
Matilda de Essen assumiu a função de abadessa por volta de 973, em um momento crucial para a consolidação do poder e da autonomia das instituições monásticas femininas dentro do Império Ottoniano. Durante os 38 anos de seu governo, o mosteiro de Essen não apenas expandiu significativamente suas propriedades territoriais como também foi objeto de uma reconfiguração institucional e simbólica que o transformou em um dos mais influentes centros eclesiásticos do Ocidente cristão.

### Imunidades imperiais e autonomia jurídica
Um dos traços mais significativos do governo de Matilda foi a obtenção e confirmação de imunidades imperiais, por meio das quais o mosteiro de Essen passou a dispor de jurisdição própria, isenção de tributos episcopais e autonomia nas decisões internas. Em carta datada de 995, o imperador Otão III confirma os privilégios da instituição, declarando-a como diretamente vinculada ao trono:

“Nullus iudex publicus intra fines eius monasterii potestatem habeat, nisi ab ipsa abbatissa vocatus” (“Nenhum juiz público terá poder dentro dos limites desse mosteiro, a não ser que pela própria abadessa seja convocado”).

Esse grau de autonomia fazia com que a abadessa de Essen exercesse autoridade equiparável à de um bispo secular em seu território. Como observa Gerd Althoff, o mosteiro de Essen sob Matilda consolidou-se como um modelo de monarquia abacial feminina, no qual o poder religioso se entrelaçava ao poder político e territorial, com base em prerrogativas imperiais e consanguinidade com a casa real.

### Reforma litúrgica e disciplina conventual
Matilda também promoveu a reforma da vida litúrgica e disciplinar, provavelmente influenciada pelos princípios da Reforma de Cluny e pelos decretos dos sínodos de Ingelheim (948) e Verden (982), que buscavam intensificar a vida de oração, castidade e separação do mundo secular nas comunidades religiosas.
Como aponta Hartmut Hoffmann, a abadessa deu prosseguimento à adoção da Regula Sancti Benedicti, adaptando-a às especificidades de um mosteiro feminino aristocrático. Isso incluía a reorganização dos horários canônicos, o controle rigoroso da clausura e a limitação do acesso masculino aos espaços internos.
Segundo Felice Lifshitz, o governo de Matilda esteve também empenhado em criar uma cultura monástica de autorrepresentação, na qual os regulamentos internos serviam não apenas à espiritualidade, mas à legitimação do poder institucional. A reforma não era, portanto, apenas uma questão devocional, mas também uma forma de ordenar simbolicamente o espaço e a hierarquia, com a abadessa no centro.
Matilda também promoveu a reforma da vida litúrgica e disciplinar, provavelmente influenciada pelos princípios da Reforma de Cluny e pelos decretos dos sínodos de Ingelheim (948) e Verden (982), que buscavam intensificar a vida de oração, castidade e separação do mundo secular nas comunidades religiosas.
Como aponta Hartmut Hoffmann, a abadessa deu prosseguimento à adoção da Regula Sancti Benedicti, adaptando-a às especificidades de um mosteiro feminino aristocrático. Isso incluía a reorganização dos horários canônicos, o controle rigoroso da clausura e a limitação do acesso masculino aos espaços internos.
Segundo Felice Lifshitz, o governo de Matilda esteve também empenhado em criar uma cultura monástica de autorrepresentação, na qual os regulamentos internos serviam não apenas à espiritualidade, mas à legitimação do poder institucional. A reforma não era, portanto, apenas uma questão devocional, mas também uma forma de ordenar simbolicamente o espaço e a hierarquia, com a abadessa no centro.

### Expansão territorial e alianças dinásticas
Durante seu governo, Matilda supervisionou um ambicioso programa de aquisição de terras e renovação de laços feudais com famílias nobres da Renânia e da Saxônia. Ela celebrou acordos com casas como os Condes de Berg, os Luitpoldings e os Werlinhos, garantindo ao mosteiro uma base econômica sólida e uma rede de proteção armada em tempos de instabilidade política.
Gerhard von Essen interpreta esses movimentos como parte de uma estratégia territorial consciente, voltada para garantir à instituição tanto os meios materiais quanto o status político necessário para sua perpetuação:

“Sob Matilda, Essen deixou de ser apenas um espaço de oração e passou a agir como um centro de poder patrimonial, integrando-se às redes feudais que definiam o Império Ottoniano”.

A arqueóloga Mechthild Black-Veldtrup acrescenta que essa expansão se materializou em doações registradas nos libri traditionum (livros de tradições), hoje parcialmente preservados, que indicam um crescimento considerável das propriedades agrícolas e pastorais sob administração direta da abadia.

### Simbologia institucional e memória dinástica
O programa reformista de Matilda incluiu também o cultivo da memória genealógica e a sacralização da instituição como herdeira da tradição ottoniana. Isso se refletiu em iniciativas como a reorganização do necrotério conventual, a inscrição de nomes das fundadoras em códices litúrgicos e a produção de relíquias e objetos votivos que evocavam a santidade das predecessoras.
Barbara Newman interpreta essas práticas como formas de “performatividade institucional feminina”, por meio das quais a abadessa não apenas administrava, mas encenava uma continuidade simbólica entre a casa de Essen e os desígnios espirituais do Império.

## Arte sacra e legado visual
Durante o longo governo de Matilda de Essen, a produção artística e visual do mosteiro atingiu um esplendor sem precedentes, consolidando a abadia como um centro de cultura sacra no coração do Império Ottoniano. A atuação de Matilda nesse campo ultrapassou o mecenato ocasional: ela instituiu um verdadeiro programa iconográfico e litúrgico, articulado com sua política de reforma espiritual e afirmação dinástica. Esse legado visual, que inclui manuscritos iluminados, esculturas, objetos de ourivesaria e arquitetura religiosa, revela a ação da abadessa como mediadora entre poder, devoção e imagem.

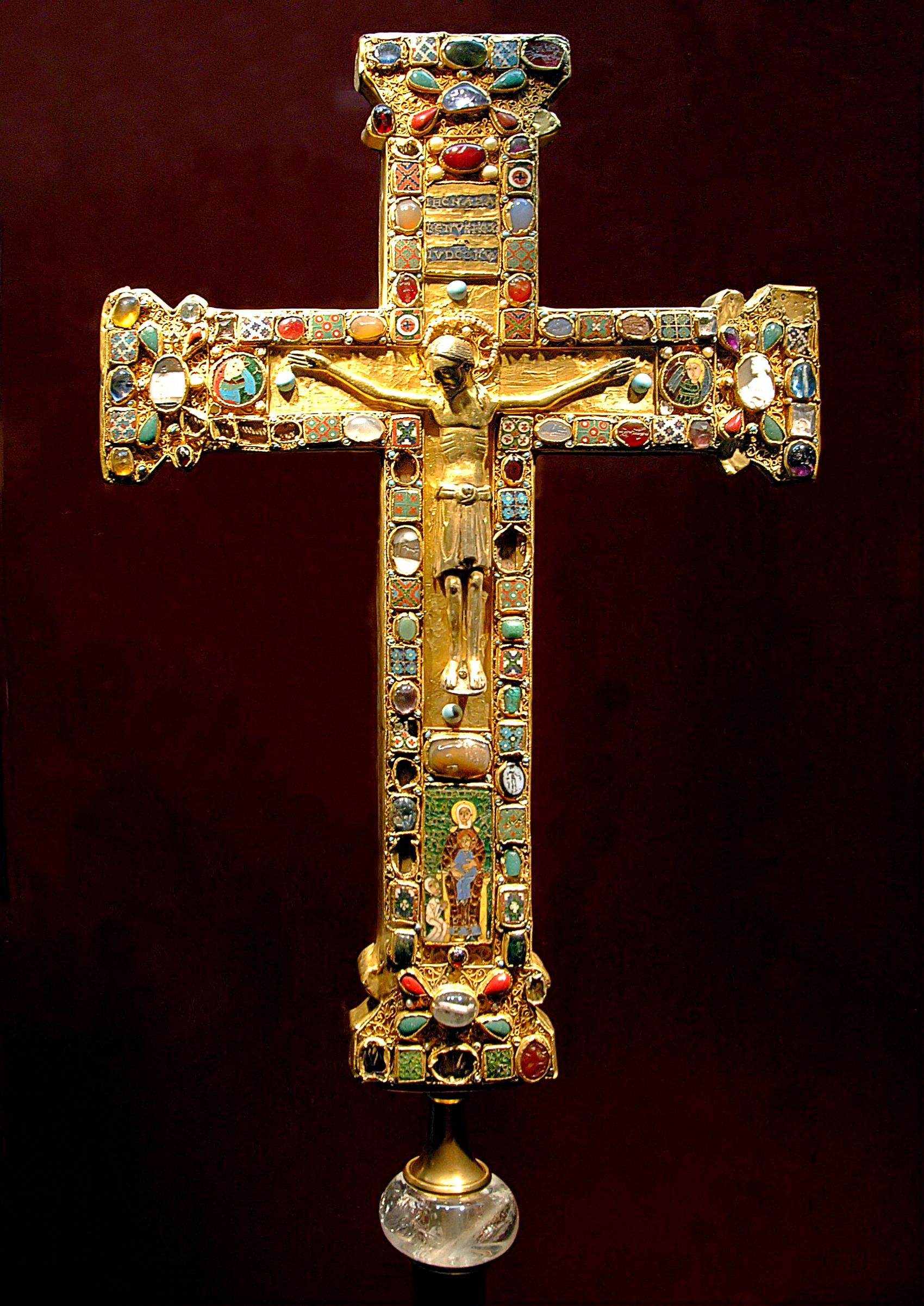
A segunda Cruz de Matilda de Essen

### A “Virgem imperatrix” e a iconografia mariana
Um dos núcleos teológicos e simbólicos centrais do projeto artístico de Matilda foi a exaltação da Virgem Maria como modelo e mediadora do poder espiritual feminino. Nas palavras de Barbara Newman, a figura da abadessa é aqui construída "como imago Mariae", isto é, como representante da Virgem na esfera monástica e litúrgica1. Essa construção visual aparece de maneira emblemática no célebre Theophanu-Evangeliar (c. 990), manuscrito iluminado provavelmente encomendado sob a direção de Matilda, onde se representa Maria como Rainha dos Céus em trono de marfim, rodeada por símbolos imperiais, espelhando o papel da própria abadessa.
A iconografia mariana sob Matilda não se restringia à devoção, mas constituía uma forma de autorrepresentação institucional. Como sustenta Gerhard von Essen, "as imagens da Mãe de Deus nos manuscritos e objetos votivos de Essen não apenas transmitiam doutrina, mas legitimavam o poder político-religioso das abadessas como ‘esposas de Cristo e regentes de sua casa’”.

### Ourivesaria e relíquias: o poder das imagens tácteis
Outro aspecto central do programa visual de Matilda foi a encomenda de preciosos objetos de ourivesaria sacra, muitos deles preservados no atual Domschatz Essen (Tesouro da Catedral de Essen). Dentre os mais significativos estão a Cruz de Matilda, a Cruz de Otto e Mathilde e o Candelabro de sete braços, peças que associam luxo material à teologia da luz e da salvação.
Essas obras, segundo Cynthia Hahn, devem ser compreendidas como “imagens tácteis”, destinadas a interpelar o corpo e a sensorialidade dos fiéis por meio do brilho, da matéria e do contato devocional. A Cruz de Matilda, por exemplo, ostenta gemas preciosas e camafeus antigos em uma disposição que integra iconografia cristã com herança romana, configurando um objeto de poder espiritual e herança cultural — uma forma de translatio imperii (transferência do império) para o domínio sagrado da abadia.

### Manuscritos iluminados e cultura escrita
A produção de manuscritos sob Matilda representa outro vértice de seu legado visual. Obras como o já mencionado Theophanu-Evangeliar ou o Evangeliário de Essen (c. 1000) destacam-se não apenas pela qualidade artística, mas por refletirem uma teologia da visibilidade, na qual o texto e a imagem constituem formas complementares de revelação divina.
Felice Lifshitz destaca que “os códices de Essen não apenas ilustram a Escritura, mas moldam um universo simbólico em que o olhar, o ouro e a hierarquia visual são formas de ordenamento social e cósmico”. A própria presença de retratos votivos das abadessas — como o de Matilda em atitude de oferenda — sugere a centralidade da imagem na construção de autoridade feminina na Idade Média.

### Espaço sacro e arquitetura devocional
A arte sacra sob Matilda também se materializou na transformação arquitetônica do espaço eclesiástico. A construção da chamada “Matildenkrypta” (cripta de Matilda), sob o coro leste da catedral de Essen, introduziu elementos inovadores na estrutura do edifício: arcos tribolados, abóbadas rebaixadas e organização axial que visava enfatizar o espaço do altar e da tumba como centros de irradiação espiritual.
Para Mechthild Black-Veldtrup, esse arranjo espacial tinha o propósito de criar uma topografia simbólica do poder feminino, articulando memória, sacralidade e dinastia em um único eixo visual e cerimonial. A disposição arquitetônica favorecia o culto às relíquias e a veneração das abadessas como figuras semissagradas, reforçando a ideia de uma continuidade espiritual entre Maria, Cristo e a comunidade monástica.

### Legado visual e historiografia contemporânea
O impacto do programa artístico de Matilda de Essen estende-se para além de seu tempo. O modelo de abadessa-patrona, articulando teologia, imagem e poder, influenciou outras comunidades femininas — como as de Gandersheim, Quedlinburg e Herford — nos séculos XI e XII. A historiadora Caroline Walker Bynum argumenta que "a espiritualidade visual das abadessas ottonianas representa uma forma específica de agência feminina, mediada pela estética e pelo culto".
A recepção moderna das obras de Essen tem sido revalorizada por estudos interdisciplinares que integram arqueologia, teologia, crítica feminista e história da arte. Trata-se, como assinala Newman, de “um campo ainda em expansão, onde o gesto de encomendar uma cruz ou decorar um manuscrito pode ser lido como ato político, espiritual e epistemológico ao mesmo tempo”.

## Matilda e o poder feminino na Idade Média

### Autoridade religiosa e gênero
A figura de Matilda de Essen (também chamada de Mathilde II) oferece uma perspectiva singular sobre os modos como o poder e a autoridade religiosa foram articulados por uma mulher no contexto do Sacro Império Romano-Germânico, em plena era ottoniana. Como abadessa de Essen — uma das casas imperiais de religiosas (reichsunmittelbare Damenstifte) — Matilda não apenas detinha prerrogativas espirituais, mas exercia jurisdição autônoma sobre terras, bens e clérigos, configurando uma instância de autoridade feminina institucionalizada. Esse fenômeno, embora inserido em uma estrutura patriarcal, revela estratégias de negociação simbólica e prática em torno das categorias de gênero e poder espiritual.

#### A abadessa como figura de mediação teopolítica
No contexto do Sacro Império Romano-Germânico dos séculos X e XI, a função da abadessa ultrapassava o papel tradicionalmente reservado às mulheres dentro da Igreja. Matilda de Essen, inserida em uma constelação de abadessas oriundas da alta aristocracia germânica, representa um exemplo notável da mediação teopolítica exercida por mulheres em estruturas de poder religioso e imperial. A teopolítica aqui evocada não se restringe à teologia do poder, mas diz respeito às maneiras como o sagrado se articula institucionalmente na governança, na liturgia e na espacialidade do monacato feminino.

##### Um poder entre o trono e o altar
A posição de Matilda como abadessa do Frauenstift (mosteiro de mulheres) de Essen era legitimada não apenas por sua linhagem — como filha ou parente próxima de membros da dinastia otoniana —, mas também por uma teologia implícita de autoridade espiritual feminina. Como observa Gerhard Lubich, as abadessas de fundações como Essen exerciam funções que as colocavam entre o trono e o altar, em um tipo de “soberania sacra alternativa” que não se confundia com o episcopado, mas também não lhe era inferior.
Na prática, Matilda detinha o ius episcopale em seu território monástico, o que lhe permitia ordenar as celebrações litúrgicas, administrar propriedades, interceder por indulgências e atuar como patrona de projetos artísticos com finalidade devocional e memorial. Ela não era ordenada como bispo, mas possuía insígnias de autoridade — como o báculo e o anel — e era tratada em registros diplomáticos com fórmulas reverenciais que implicavam reconhecimento político e espiritual.=

##### A mediação sagrada e a figura régia feminina
A mediação teopolítica de Matilda adquire um caráter visual e simbólico claro em sua representação como oferente em objetos litúrgicos, como a cruz de Mathilde e a lâmpada de ouro do altar de Santa Maria. Como aponta Eliza Garrison, “as abadessas do período ottoniano construíram cuidadosamente sua imagem pública como mediadoras entre o mundo visível e o invisível, recorrendo a estratégias visuais, textuais e performativas que evocavam tanto a realeza quanto a santidade”.
Esse papel se intensifica no interior das práticas memoriais do mosteiro: Matilda é colocada em posição análoga à de uma Theotokos abbatissa, reunindo em sua figura elementos do poder mariano e do prestígio dinástico. Como afirma Barbara Newman, “a abadessa tornava-se assim um eixo axial da vida espiritual da comunidade, uma espécie de intermediária entre o Cristo litúrgico e as virgens consagradas”.
“No contexto da religiosidade otoniana, a abadessa era simultaneamente a esposa mística de Cristo, a guardiã da doutrina e a senhora de um território sagrado. Sua mediação não era meramente simbólica, mas juridicamente eficaz e teologicamente articulada.”

##### A práxis da mediação: intercessão, liturgia, consagração
A mediação teopolítica de Matilda se realizava cotidianamente por meio da liturgia, da intercessão e da consagração de objetos sagrados. Documentos da época revelam sua presença em missas solenes, sua atuação na consagração de altares e sua autoridade para regular práticas devocionais específicas, como os ofícios marianos . Essa função é comparável à do bispo diocesano, mas assumida por uma mulher cuja legitimidade derivava da combinação de sangue régio, consagração monástica e representação sacramental.
A consagração de relíquias — ato reservado ao episcopado — era ocasionalmente assumida pelas abadessas imperiais, segundo atestam fontes sobre Essen, Gandersheim e Quedlinburg. Tal prática aponta para uma zona de sobreposição entre os poderes masculino e feminino dentro da Igreja medieval, desafiando a narrativa de uma exclusão uniforme das mulheres dos espaços de agência religiosa.

##### O báculo e a intermediação política
O báculo pastoral, símbolo do poder abacial, era portado por Matilda como sinal visível de sua autoridade e prerrogativas espirituais. O uso deste instrumento por abadessas de casas imperiais é abordado por Gerd Althoff como um “gesto ritualizado de poder” que comunicava não apenas hierarquia espiritual, mas também competência para decisões de natureza política e econômica.
Ao representar-se com o báculo em imagens votivas, Matilda inscreve-se em uma iconografia normalmente reservada a bispos, rompendo simbolicamente com a normatividade da autoridade masculina. Como sustenta Althoff, “as abadessas não apenas tomavam parte em cerimônias da corte, mas participavam da negociação de alianças, da mediação de conflitos e da legitimação de projetos imperiais por meio de sua autoridade religiosa”.

#### Género, espiritualidade e performance institucional
A análise do exercício de autoridade por parte de Matilda de Essen, abadessa do mosteiro imperial de Essen entre os séculos X e XI, não pode ser dissociada de uma reflexão mais ampla sobre os vínculos entre gênero, espiritualidade e performance institucional no universo monástico do período otoniano. A figura da abadessa, especialmente em fundações vinculadas à dinastia reinante, constitui um dos exemplos mais reveladores da agência feminina no cristianismo medieval, articulando modelos espirituais, formas rituais e estratégias de autoridade pública.

##### Corpo feminino consagrado e práticas do poder espiritual
A compreensão da performance institucional da abadessa Matilda exige considerar o estatuto do corpo feminino consagrado como um locus de mediação entre o mundano e o sagrado. Como salienta Caroline Walker Bynum, "as práticas corporais de mulheres religiosas — jejum, visão, silêncio, enclaustramento — não apenas denotavam renúncia, mas também constituíam linguagem performática do poder espiritual". No caso de Matilda, essa corporalidade performativa se converte em autoridade institucional quando inscrita nos rituais públicos de consagração, no uso das insígnias abaciais e na representação visual do poder feminino.
A espiritualidade da abadessa era profundamente encarnada: ela não apenas presidia os ofícios, mas também regulava as formas de culto, determinava as memórias litúrgicas e controlava a circulação simbólica de relíquias. Tal forma de espiritualidade exercia função organizadora do espaço e do tempo no claustro, moldando identidades e legitimando práticas.

##### Performance institucional e liturgia do gênero
A teórica feminista Judith Butler sustenta que o gênero deve ser compreendido como “um ato performativo, reiterado continuamente e incorporado em práticas sociais que produzem o efeito de um sujeito naturalizado”. No contexto do monacato feminino, essa performatividade se manifesta na ritualização da identidade virginal e na incorporação de papéis tradicionalmente masculinos por mulheres como Matilda. O ato de portar um báculo, de ser mencionada em diplomas imperiais, ou de participar de redes diplomáticas entre abadias e a corte, é parte de uma performance de gênero desviada da norma clerical masculina, mas institucionalmente reconhecida.
Nesse sentido, a abadessa encarna um “terceiro gênero simbólico”, segundo Barbara Newman, um estatuto que subverte os binarismos tradicionais e permite a inscrição da mulher em espaços de liderança religiosa. Matilda não é simplesmente uma exceção à regra: ela participa de uma gramática institucional que, no período otoniano, acolhe formas híbridas de autoridade, especialmente nos contextos monásticos femininos vinculados à dinastia imperial.
“A abadessa otoniana é ao mesmo tempo virgem, matriarca, conselheira política e líder litúrgica. Sua figura transcende os limites impostos ao clero feminino posterior, funcionando como uma anomalia produtiva dentro das normas eclesiásticas”.

##### Ritual, arquitetura e visibilidade institucional
A performance institucional da espiritualidade feminina no mosteiro de Essen implicava não apenas gestos e palavras, mas também a construção de espaços devocionais específicos. A arquitetura encomendada por Matilda — como o átrio ocidental, os portais de bronze e os relicários visíveis — formava um cenário permanente para a encenação do poder espiritual e dinástico. Como observa Gerhard Lubich, “o edifício monástico se converte em um corpo ampliado da abadessa, onde a memória, o gênero e a política se entrelaçam em pedra e metal”.
Nessa perspectiva, o espaço não é um fundo neutro, mas um agente na constituição da autoridade. A colocação de túmulos, relíquias e imagens votivas integra uma coreografia visual em que a abadessa é simultaneamente objeto de veneração e sujeito que organiza a veneração alheia. A espiritualidade performada por Matilda é assim monumentalizada e reinscrita na paisagem visual e litúrgica do mosteiro.

##### Gênero e espiritualidade como tecnologia de governo
A leitura contemporânea do poder monástico feminino como uma forma de “tecnologia de governo”, no sentido foucaultiano, permite repensar a posição de Matilda dentro de um sistema mais amplo de gestão dos corpos, das crenças e da memória. Conforme sugere Michel Foucault, as práticas pastorais do cristianismo são inseparáveis da constituição de subjetividades e da produção de dispositivos de controle. A abadessa, nesse contexto, é operadora de tais dispositivos: por meio da confissão, da penitência, da direção espiritual e da produção de normas litúrgicas, ela molda a vida da comunidade monástica e projeta sua influência para além do claustro.
O papel da espiritualidade de Matilda, portanto, não é apenas edificante: ele é também normativo, organizador, performático e, sobretudo, institucional. Como tal, representa uma das formas mais significativas de presença e agência feminina na história do cristianismo europeu, especialmente em momentos de transição entre modelos tribais e imperiais de poder.

## Legado e recepção

### Recepção crítica e historiografia contemporânea
A figura de Matilda de Essen, ou Mathilde II, emergiu no século XX como objeto de reavaliações historiográficas, teológicas e feministas, em consonância com o redirecionamento metodológico dos estudos medievais a partir da virada cultural. A recepção crítica contemporânea busca não apenas restituir à abadessa seu papel de liderança institucional no contexto do Império Otoniano, mas também compreender sua trajetória à luz de problemáticas atuais como gênero, agência religiosa, memória litúrgica e cultura visual.
Durante muito tempo, a historiografia tradicional relegou Matilda a uma posição marginal, subordinando sua atuação a funções devocionais ou protocolares, frequentemente desprovidas de agência política efetiva. Essa leitura foi profundamente influenciada por paradigmas positivistas e androcêntricos, que tendiam a negligenciar os modos de autoridade exercidos por mulheres na esfera religiosa. Como afirma Julia Smith, “a presença feminina nos arquivos era lida como exceção ou acidente; raramente como índice de uma estrutura”. Nesse sentido, a análise de Matilda como uma autoridade eclesiástica legítima e estruturante marca um deslocamento teórico importante.
Esse deslocamento tem início com os estudos das historiadoras feministas anglo-americanas a partir da década de 1980, em particular Caroline Walker Bynum e Barbara Newman, cujas obras contribuíram para revalorizar o papel das mulheres na espiritualidade medieval. Bynum, em sua análise seminal sobre práticas ascéticas, sustenta que as experiências religiosas das mulheres devem ser interpretadas em seus próprios termos simbólicos, não como versões menores do modelo clerical masculino. Embora Matilda não pertença ao mesmo universo das beguinas estudadas por Bynum, seu exercício de poder institucional pode ser lido como uma forma específica de “encarnação da autoridade espiritual”, constituída por meio de práticas corporais, litúrgicas e políticas.
A historiografia alemã recente, especialmente os trabalhos de Hedwig Röckelein e Gerhard Lubich, tem contribuído de maneira decisiva para a reinserção de Matilda no panorama das lideranças monásticas femininas do Sacro Império Romano-Germânico. Lubich, ao analisar os Frauenstifte ottonianos, sustenta que essas abadessas operavam como “centros de soberania religiosa e política feminina”, muitas vezes em articulação direta com o poder imperial. A ênfase no caráter cortesão e diplomático dos mosteiros de Essen, Gandersheim e Quedlinburg permite compreender Matilda não apenas como gestora de um claustro, mas como figura de mediação no coração do corpo político otoniano.
A recepção crítica contemporânea também tem sido marcada por uma crescente valorização da materialidade e da visualidade como fontes historiográficas. O chamado “giro visual” nos estudos medievais permitiu a incorporação das artes sacras, da arquitetura e da cultura dos objetos como formas legítimas de produção de sentido histórico. A cruz de Matilda, por exemplo, é analisada por Klaus Gereon Beuckers não apenas como objeto devocional, mas como “dispositivo dinástico”, portador de memória e inscrição genealógica. Essa abordagem resgata a abadessa como autora de programas iconográficos e comissária de projetos teológicos visualmente sofisticados, o que redefine seu papel de forma substancial.
Além disso, a historiografia contemporânea tem se valido de ferramentas da teoria política e da filosofia para repensar o estatuto da abadessa em relação aos regimes de soberania e representação. Georges Duby já havia observado que as mulheres da aristocracia carolíngia e otoniana participavam do “espaço simbólico do poder” por meio da organização do parentesco e da consagração religiosa. Desenvolvendo essa linha, os estudos inspirados em Michel Foucault e Giorgio Agamben têm explorado o modo como figuras como Matilda operavam dentro de “economias do sagrado” e dispositivos de exceção, nos quais o corpo feminino virgem se convertia em signo de legitimidade, pureza e continuidade dinástica.
Finalmente, é notável o esforço de certas correntes da antropologia histórica e da teologia feminista em recuperar Matilda como figura paradigmática de agência espiritual e institucional. Essa recuperação vai além do revisionismo documental: trata-se de reinscrever a atuação da abadessa dentro de genealogias alternativas do poder e da sacralidade. Como observa Annette Kehnel, “ao estudar mulheres como Matilda, não apenas corrigimos omissões historiográficas; nós reconfiguramos as categorias com que pensamos a própria história eclesiástica”.
A recepção crítica contemporânea de Matilda de Essen é, portanto, atravessada por tensões produtivas: entre memória e esquecimento, entre exceção e norma, entre símbolo e ação política. Sua figura ilumina as possibilidades de agência feminina em contextos altamente codificados pela tradição patriarcal, revelando como o claustro podia ser, paradoxalmente, um espaço de visibilidade e influência. A história de Matilda é hoje lida como documento e monumento: uma memória inscrita em pedra e ouro, mas também uma interrogação aberta sobre os limites e as potências do gênero no cristianismo medieval.